# Frédéric Dutoit
Frédéric Dutoit (* 26. Mai 1956 in Marseille) ist ein französischer Politiker.
Am 16. Juni 2002 wurde er für die 12. Legislaturperiode (2002–2007) zum Abgeordneten der französischen Nationalversammlung gewählt. Er ist Mitglied der Kommunistischen Partei Frankreichs und sein Wahlkreis ist das Département Bouches-du-Rhône (4e).
Vom 16. März 1998 bis zum 5. August 2002 war er Mitglied im Regionalrat von Provence-Alpes-Côte d’Azur. Seit dem 16. Juni 2002 ist Dutoit Bezirksbürgermeister (Bezirk 8e) von Marseille und Mitglied des Stadtrates von Marseille.